# 马茨·瓦尔廷
马茨·瓦尔廷（瑞典語：Mats Waltin，1953年10月7日—），瑞典男子冰球运动员，1972年开始职业生涯。他曾代表瑞典参加1980年和1984年冬季奥林匹克运动会冰球比赛，获得二枚铜牌。